# 波士頓聯足球會
波士頓聯足球會（英語：Boston United Football Club）是位於英格蘭東米德蘭茲林肯郡波士頓的足球俱乐部，現時在英格蘭足球全國聯賽北參賽。球會綽號「朝聖者」（The Pilgrims）源於逃離當地前往美國建立現麻省波士顿的清教徒移民，而球會會徽內的雙桅帆船亦是引用此事。波士頓聯的傳統隊色是琥珀和黑色，其鄰近球會有林肯城、格兰瑟姆和。

## 榮譽
- 英格蘭足球議會聯賽
  - 冠軍：2001/02年；
- 英格蘭足球南部聯賽
  - 冠軍：1999/2000年；
- 英格蘭北部超級聯賽
  - 冠軍：1972/73年、1973/74年、1976/77年、1977/78年；
- 英格蘭北部超級聯賽挑戰盃
  - 冠軍：1973/74年、1975/76年、2009/10年；
- 英格蘭北部超級聯賽挑戰盾
  - 冠軍：1973/74年、1974/75年、1976/77年、1977/78年；
- 林肯郡高級盃
  - 冠軍：1934/35年、1936/37年、1937/38年、1945/46年、1949/50年、1954/55年、1955/56年、1956/57年、1959/60年、1976/77年、1978/79年、1985/86年、1987/88年、1988/89年、2005/06年；

## 著名球員
- （Paul Gascoigne）
- （Howard Wilkinson）

## 外部連結
- 官方網站 （页面存档备份，存于）